# Орнела Виштица
Орнела Виштица (Мостар, 18. септембар 1989) је хрватска глумица.

## Филмографија
| Год.       | Назив          | Улога         |
| ---------- | -------------- | ------------- |
| 2011−2013. | Ларин избор    | Кармен Сита   |
| 2012.      | Шпица          | Фани Гонзалез |
| 2014−2015. | Ватре ивањске  | Клара Жупан   |
| 2015.      | Жене са Дедиња | Ивона Бабић   |
| 2015.      |                | Ивана         |
| 2016−2017. | Права жена     | Силва Супе    |
| 2017.      | Мртве рибе     | Ивана         |
| 2017.      |                | Аленка        |
| 2018.      | Драги сусједи  | Орнела Бечић  |
| 2019.      | Погрешан човек | Александра    |